# Palestijns Nationaal Initiatief
Het Palestijns Nationaal Initiatief (PNI) (Arabisch: المبادرة الوطنية الفلسطنية , al-Mubadara al-Wataniyya al-Filistiniyya), in het Arabisch kortweg Al Mubadara (Het Initiatief) genoemd, is een Palestijnse politieke partij en beweging. De naam is ontleend aan een manifest in 2000, waarin de oprichters van de beweging opriepen tot een ingrijpende hervorming van het bestuur van de Bezette Palestijnse gebieden, democratische verkiezingen en een verenigd nationaal leiderschap in het streven naar een einde van de Israëlische bezetting en de realisering van een onafhankelijke Palestijnse staat.
Het PNI wil een 'Derde Weg' in de Palestijnse politiek vormen, als alternatief voor de vooral sinds de Palestijnse parlementsverkiezingen van 2006 dominerende partijen Fatah en Hamas. De belangrijkste leider is mede-oprichter van de partij Mustafa Barghouti.

## Oorsprong
Het Palestijns Nationaal Initiatief is ontstaan als een afsplitsing van de Palestinian People’s Party (PPP), de opvolger van de Palestijnse Communistische Partij (PCP). Aan het begin van de Tweede Intifada in september 2000, vonden Mustafa Barghouti en gelijkgestemde partijgenoten dat er in de PPP een gebrek aan leiderschap was. In oktober van dat jaar publiceerden Barghouti, Ibrahim Dakkak, Edward Said en Haidar Abdel-Shafi een manifest met een programma voor een geweldloze en ongewapende intifada. Het werd ondertekend door 10.000 aanhangers.
Voortbouwend op het succes van de actie maakten Abdel-Shafi, Barghouti en Dakkak op 17 juni 2002 de oprichting van het "Palestijns Nationaal Initiatief" bekend, met als de twee hoofddoelen de realisering van de Palestijnse nationale rechten (recht op zelfbeschikking) en een duurzame rechtvaardige vrede. In het Arabisch werd de nieuwe beweging kortweg Al Mubadara (Het Initiatief) genoemd. Dat was in de tijd dat het Israëlische leger met een gewelddadige invasie gebieden heroverde die eerder in het kader van de Oslo-akkoorden aan de Palestijnse Autoriteit (PA) waren overgedragen. Hoewel Edward Said toen al leed aan vergevorderde leukemie, schreef hij in juni 2003 – drie maanden voor zijn dood – in een artikel over de heilloze weg van 'Oslo' en de 'Road map for peace', dat hij zich bij het PNI had aangesloten, met lovende woorden over de beweging.
Bij de bekendmaking van de oprichting van Het Initiatief werd aangegeven dat de doelen het best konden worden bereikt door de vorming van een nationaal noodleiderschap, de directe organisatie van allesomvattende democratische verkiezingen en hervorming van de politieke, bestuurlijke en andere institutionele structuren. Als voorwaarde voor een rechtvaardige vrede werd de oprichting van een soevereine, onafhankelijke, levensvatbare en democratische Palestijnse staat geëist op alle gebieden die in 1967 door Israël waren bezet, met (Oost-)Jeruzalem als hoofdstad en ontmanteling van alle Israëlische nederzettingen. Daarnaast realisering van het recht op terugkeer van Palestijnse vluchtelingen conform resoluties van de VN. Over het PNI als beweging zei de verklaring:
"Wij staan open en zullen open blijven staan voor de verrijking van dit Initiatief door het volk, zodat het mag worden tot het middel voor de ontwikkeling van een brede nationale democratische beweging."